# Benedict Cumberbatch
Benedict Cumberbatch (/ˈbɛnədɪkt ˈkʌmbəbæt͡ʃ/), né le 19 juillet 1976 à Hammersmith (Londres), est un acteur et producteur britannique.
Diplômé en art dramatique à la London Academy of Music and Dramatic Art, il commence sa carrière par le théâtre dans diverses pièces et se fait vite remarquer, notamment en 2005 dans une mise en scène de Hedda Gabler. En 2011, il remporte un Olivier Award pour son double rôle dans Frankenstein, avant d'endosser le rôle-titre de Hamlet en 2015. À la télévision, son rôle du physicien dans le téléfilm Hawking en 2004 lui vaut une Nymphe d'or, première récompense de sa carrière. Grâce à son interprétation du célèbre détective dans la série Sherlock (depuis 2010), il devient une star internationale et décroche un Emmy Award du meilleur acteur. Ses rôles dans Parade's End, The Hollow Crown et Patrick Melrose sont également salués.
Au cinéma, après des seconds rôles dans divers films tels Cheval de guerre, La Taupe, Twelve Years a Slave, Un été à Osage County et des rôles principaux dans quelques films indépendants dont Troisième étoile à droite, il gagne encore en popularité en interprétant Julian Assange dans Le Cinquième Pouvoir, l'antagoniste dans Star Trek Into Darkness et le dragon Smaug en capture de mouvement dans la série de films Le Hobbit. En 2015, il est nommé à l'Oscar du meilleur acteur lors de la 87e cérémonie des Oscars pour son interprétation d'Alan Turing dans Imitation Game. En 2016, il intègre l'Univers cinématographique Marvel avec le film Doctor Strange où il interprète Stephen Strange, personnage qu'il reprend pour Thor : Ragnarok (2017), Avengers: Infinity War (2018), Avengers: Endgame (2019), Spider-Man: No Way Home (2021) et Doctor Strange in the Multiverse of Madness (2022).
Sa voix caractéristique l'amène à pratiquer ses talents d'acteur dans des œuvres radiophoniques, des livres audio, des films d'animation, mais aussi à participer à des documentaires en tant que narrateur. En 2013, il cofonde sa société de production SunnyMarch et l'association Letters Live qui promeut l'alphabétisation en organisant des évènements permettant de collecter des fonds pour diverses organisations caritatives. En 2014, Time l'inclut dans son Time 100 des « personnes les plus influentes du monde ». En 2015, la reine Élisabeth II le nomme commandeur de l'Ordre de l'Empire britannique pour services rendus aux arts britanniques et ses activités caritatives. Depuis janvier 2018, il est président des syndics de la London Academy of Music and Dramatic Art, son ancienne école.

## Biographie

### Contexte familial
Benedict Timothy Carlton Cumberbatch, fils des comédiens Timothy Carlton (en) et Wanda Ventham (en), a grandi dans le quartier de Kensington. Il a une demi-sœur, Tracy Peacock, née de l'union entre sa mère et James Tabernacle. Son grand-père, Henry Carlton Cumberbatch (en), était un officier supérieur de marine des deux guerres mondiales. Son arrière-grand-père, Henry Arnold Cumberbatch (en), était consul général de la reine Victoria en Turquie.
Benedict Cumberbatch a des ancêtres esclavagistes. Cette information a fait polémique quand elle a été révélée début 2014, peu de temps après la sortie du film Twelve Years a Slave où il incarne un pasteur propriétaire d'esclaves. Il avait pourtant déjà évoqué cet aspect de sa famille en 2006, lors d'une interview pour la sortie de Amazing Grace, dans lequel il interprète le Premier ministre abolitionniste William Pitt le Jeune.
L'acteur est aussi un cousin éloigné du roi Richard III par la comtesse Jeanne Beaufort, grand-mère du roi : c'est à ce titre que le 26 mars 2015, il participe en la cathédrale de Leicester à la cérémonie accompagnant la seconde inhumation de Richard III, dont les restes ont été retrouvés et identifiés trois ans plus tôt. Par d'autres ancêtres, enfin, Cumberbatch a également des liens avec la reine Élisabeth II et Lady Jeanne Grey.

### Jeunesse et formation
Benedict Cumberbatch entre en pensionnat dès l'âge de 8 ans à l'école Brambletye dans le Sussex de l'Ouest, puis à la Harrow School où il est membre du club de rugby et du club d'arts dramatiques de l'établissement, la Société Rattigan. À 12 ans, il interprète Titania, reine des fées dans Le Songe d'une nuit d'été. Son professeur de théâtre Martin Tyrell a déclaré qu'il a été le meilleur élève qu'il ait jamais eu.
Après le lycée, il travaille pendant six mois dans la maison de parfumerie Penhaligon's avant de prendre une année sabbatique et partir faire du bénévolat en tant que professeur d'anglais dans un monastère tibétain près de Darjeeling en Inde. Durant ce séjour, il découvre le bouddhisme tibétain auquel il adhère « philosophiquement ». Depuis, il pratique régulièrement la méditation qui l'aide beaucoup dans sa vie quotidienne et pour son métier d'acteur.
Ensuite, ses parents ne voulant pas qu'il devienne acteur à cause des aléas du métier, il fait de brèves études de droit avant de malgré tout se diriger vers la comédie à l'université de Manchester, puis à la London Academy of Music and Dramatic Art. Il écrit sa thèse de fin d'études sur le réalisateur qu'il admire, Stanley Kubrick et « comment à travers une diversité de sujets sa vision du monde reste malgré tout très uniforme ».

### Carrière

#### Débuts et premiers succès nationaux
Durant ses études et jusqu'en 2002, Benedict Cumberbatch rejoint diverses troupes de théâtre, dont l'Artcore Theatre de Manchester avec qui il joue dans plusieurs pièces et lieux tels que Rat in the Skull de Ron Hutchinson à l'Edinburgh Festival Fringe ou Kvetch de Steven Berkoff à Milan. Durant les mois d’été 2001 et 2002, il est membre de la New Shakespeare Company de l'Open Air Theatre avec laquelle il participe à diverses pièces de Shakespeare et une comédie musicale satirique de Joan Littlewood, Ah Dieu ! que la guerre est jolie.
À partir de 2003, il apparaît dans des productions plus renommées. Ainsi, en 2005 dans Hedda Gabler de Henrik Ibsen mis en scène par Richard Eyre à l'Almeida Theatre, il est Jørgen Tesman, rôle qui lui vaut une nomination à l'Olivier Award du meilleur acteur dans un second rôle. En 2007, il interprète Bérenger dans Rhinoceros d'Eugène Ionesco mis en scène par Dominic Cooke au Royal Court Theatre. En 2009, dans le cadre d'un programme de diffusion de théâtre en direct de la chaîne Sky Arts (en), il incarne dans The Turning Point de Michael Dobbs un des plus grands traîtres du Royaume-Uni du début du XXe siècle, Guy Burgess ; il y fait face à Matthew Marsh qui interprète Winston Churchill. Cette pièce reçoit d'excellentes critiques et l'auteur a déclaré : « Regarder ces deux grands acteurs jouer mon travail a été l'un des moments les plus exaltants de ma vie. Je frémis encore d'excitation quand je me souviens… » En juin 2010, il endosse le rôle de David Scott-Fowler dans After the Dance (en) de Terence Rattigan mis en scène au Royal National Theatre par Thea Sharrock. Gros succès en Angleterre, la pièce remporte quatre Olivier Awards et vaut au comédien une nomination à l'Evening Standard Award du meilleur acteur.
Parallèlement au théâtre, il débute à la télévision à partir de 1998 par de petites apparitions dans des séries comme Heartbeat (en), Tipping the Velvet, Affaires non classées, Cambridge Spies ou MI-5. En 2003, il décroche son premier rôle important au petit écran dans la mini-série Fortysomething aux côtés de Hugh Laurie. En 2004, dans le téléfilm Hawking, il interprète le physicien Stephen Hawking, rôle qui lui vaut sa première nomination aux BAFTA TV Awards ainsi que sa première récompense de sa carrière, la Nymphe d'or du meilleur acteur au festival de télévision de Monte-Carlo. Il remporte à nouveau ce prix pour son rôle dans la mini-série To the Ends of the Earth (en) (2005) adaptée de la trilogie de William Golding, qui reçoit également d’excellentes critiques,. En 2008, il est Stephan Ezard, un génie mathématicien dans la minisérie thriller The Last Enemy et est nommé au Satellite Award du meilleur acteur. En 2009, il apparait aux côtés de David Oyelowo dans le téléfilm Small Island (en) adapté du roman d'Andrea Levy. Son rôle est récompensé par une nomination au BAFTA du meilleur acteur dans un second rôle. En avril 2010, il apparaît sous les traits de Vincent van Gogh dans le téléfilm documentaire Van Gogh: Painted with Words dont les dialogues proviennent exclusivement de lettres échangées entre le peintre et ses proches.
Au cinéma, il enchaîne les petits rôles dans des films tels que La Mort d'un roi, Reviens-moi, Deux Sœurs pour un roi, Création ou le film satirique We Are Four Lions. Toutefois, en 2006 il incarne deux rôles plus importants : Patrick Watts dans la comédie Starter for 10 et le premier ministre britannique William Pitt le Jeune dans Amazing Grace qui lui vaut une nomination au London Film Critics Circle Award du meilleur espoir britannique. Ce n'est qu'à partir de 2009 qu'il accède aux premiers rôles dans des longs métrages indépendants : Henry Clark dans le thriller Burlesque Fairytales (en) — aux côtés de sa future épouse Sophie Hunter — et James dans Troisième étoile à droite (Third Star),.

#### Révélation internationale

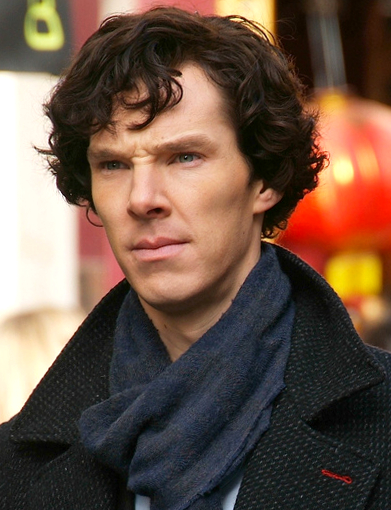
Benedict Cumberbatch sur le tournage de Sherlock en 2010.

En juillet 2010, Benedict Cumberbatch apparaît à la télévision dans le rôle de Sherlock Holmes dans la nouvelle série télévisée Sherlock, adaptation contemporaine de Steven Moffat et Mark Gatiss pour la BBC, des aventures du célèbre détective et de son acolyte, le docteur Watson interprété par Martin Freeman, créés par Arthur Conan Doyle. La série est un énorme succès critique et public. Diffusée dans plus de 180 pays, elle accroît considérablement la popularité de l'acteur, qui a pourtant failli refuser le rôle, le faisant ainsi passer de célébrité nationale à star internationale. De plus, elle lui vaut un Emmy Award du meilleur acteur en 2014, plusieurs nominations dont trois aux BAFTA Awards (en 2011, 2012 et 2015) et une aux Golden Globes 2013. Pour les besoins de ce personnage, l'acteur a dû apprendre à jouer du violon et a eu comme professeur la violoniste Eos Counsell (en). Au début, les responsables de la BBC n'ont pas accepté le choix d'acteur des créateurs de la série pour le rôle du détective, car ils voulaient un Sherlock Holmes « sexy » et ne trouvaient pas le physique de Benedict Cumberbatch attrayant. Mais ils ont changé d'avis après avoir vu le comédien interpréter le personnage.

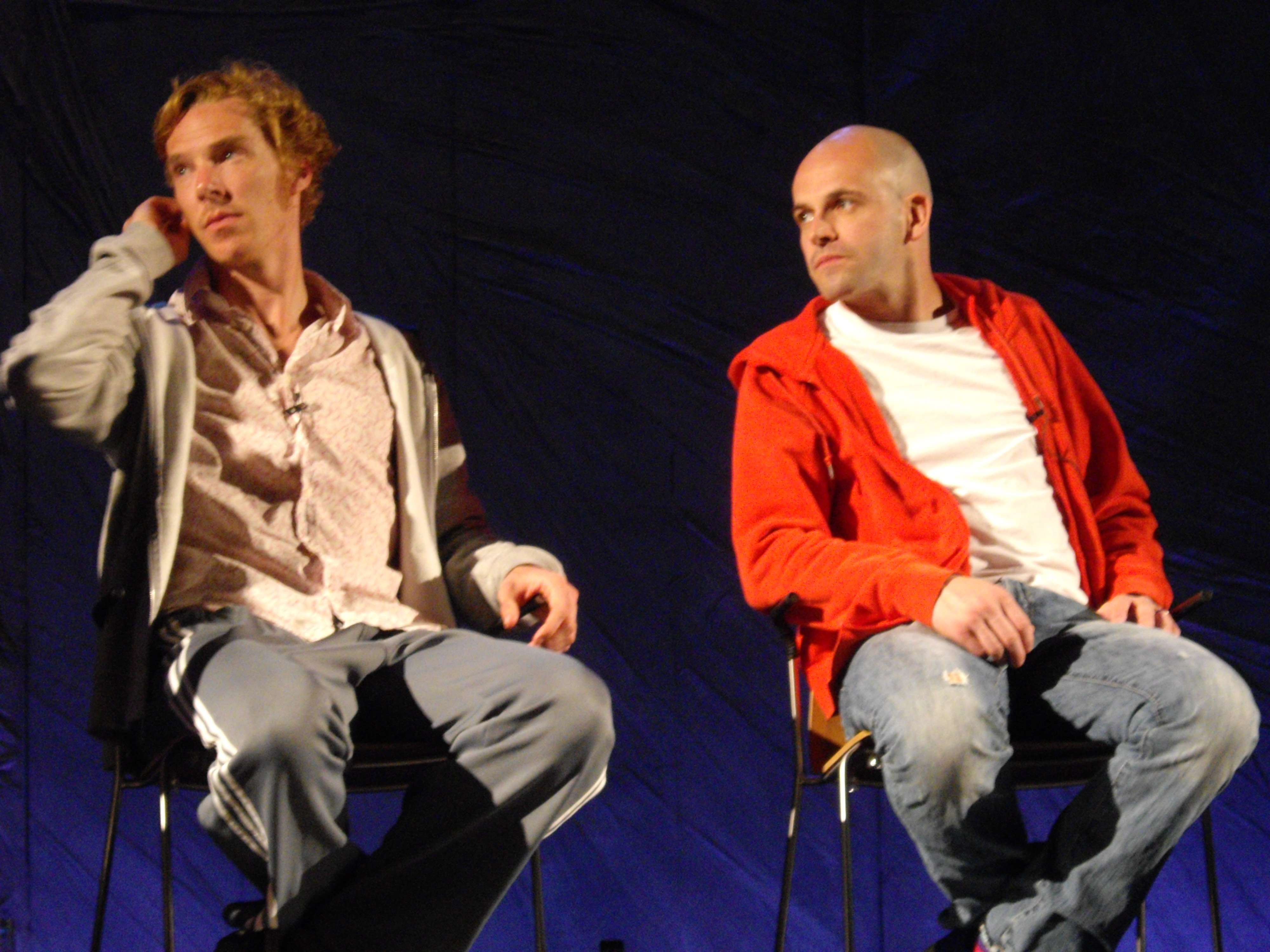
Benedict Cumberbatch aux côtés de Jonny Lee Miller au National Théâtre en 2011 pour la promotion de Frankenstein.

De février à mai 2011, il apparaît au Royal National Theatre dans la pièce Frankenstein, mise en scène par Danny Boyle d'après le roman de Mary Shelley. Il y interprète, en alternance avec Jonny Lee Miller, Victor Frankenstein et le Monstre. La pièce, diffusée dans quelques cinémas à travers le monde via le National Theatre Live, connait un énorme succès international et reçoit majoritairement d'excellentes critiques : d'après le journaliste Michael Billington « La créature de Cumberbatch est inoubliable. » Les deux acteurs remportent un Olivier Award et l'Evening Standard Award du meilleur acteur, et Cumberbatch est nommé « acteur de l'année 2011 » par le magazine GQ.
En 2012, en plus du retour de Sherlock à la télévision, il joue dans la mini-série anglo-américaine, adaptée des romans de Ford Madox Ford, Parade's End. Face à Rebecca Hall, il y interprète Christopher Tietjens et en est récompensé d'un Broadcasting Press Guild Award et d'une nomination lors de l'Emmy Award du meilleur acteur. Le comédien n'a passé aucun casting pour ce rôle : le scénariste Tom Stoppard l'imaginait déjà l'incarnant depuis plusieurs années. La série, souvent comparée à Downton Abbey en plus subtile, reçoit de très bons retours y compris en France où elle est diffusée sur Arte,,.

#### Vers une reconnaissance au cinéma

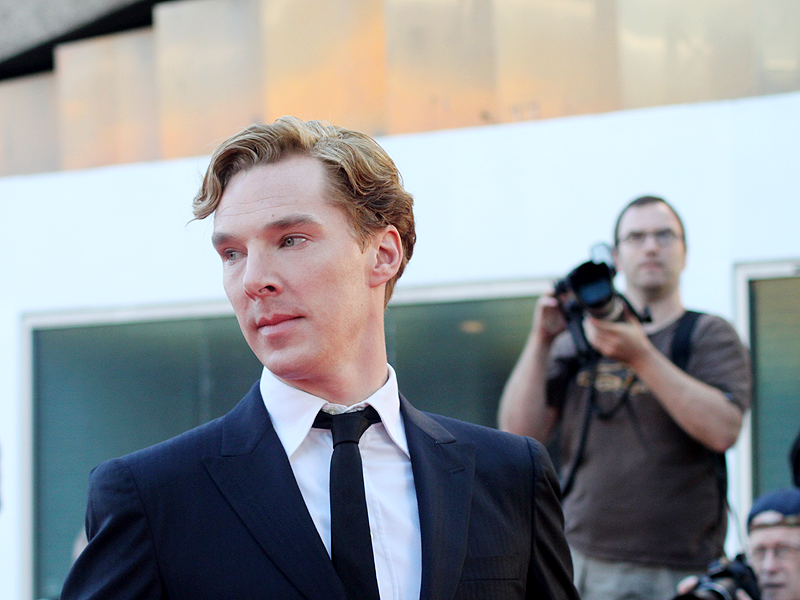
Benedict Cumberbatch à la première londonienne du film La Taupe, en septembre 2011.

Parallèlement, Benedict Cumberbatch poursuit sa carrière au cinéma en enchaînant, de 2010 à 2013, quelques petits rôles mais dans des films plus importants comme Cheval de guerre de Steven Spielberg avec Tom Hiddleston, Twelve Years a Slave de Steve McQueen avec Chiwetel Ejiofor et Michael Fassbender ou Un été à Osage County de John Wells avec une distribution d'ensemble qui comprend notamment Meryl Streep et Julia Roberts,,.
Bien qu'il tienne aussi le rôle principal du thriller familial Wreckers, ce sont surtout trois seconds rôles marquants qui lui permettent de se distinguer sur grand écran. En 2011, il incarne Peter Guillam dans La Taupe de Tomas Alfredson, adapté de la trilogie de John le Carré, avec Gary Oldman, Colin Firth et Tom Hardy. Il obtient alors une nomination au BIFA du meilleur acteur dans un second rôle. En 2013, il rejoint le casting de Star Trek Into Darkness de J. J. Abrams où il campe le rôle de l'antagoniste Khan Noonien Singh ; son « charisme glacial avec son visage reptilien et sa voix de stentor » lui valent une nomination aux MTV Movie Awards du meilleur méchant. La même année, il poursuit sa participation à la trilogie Le Hobbit de Peter Jackson (entamée en 2012) avec l'épisode Le Hobbit : La Désolation de Smaug où il donne voix et interprète le dragon en capture de mouvement. Pour mieux incarner ce rôle, le comédien est allé observer les mouvements des reptiles au zoo de Londres.
Désigné « acteur le plus sexy du monde » par le magazine Empire et « artiste de l'année » aux Britannia Awards 2013 pour l'ensemble de sa carrière, Benedict Cumberbatch endosse par ailleurs le rôle du très controversé cybermilitant Julian Assange dans le biopic Le Cinquième Pouvoir de Bill Condon, retraçant les débuts de WikiLeaks et adapté de deux ouvrages à charge,. Bien que ce film soit un échec au box-office, il est très commenté en raison de la polémique suscitée par Wikileaks et son fondateur que l'acteur a tenté de rencontrer, en vain, avant le tournage. Assange lui a alors répondu par une lettre ouverte publiée sur le site Wikileaks, dans laquelle il reconnaît ses talents mais décline son invitation, l'engageant à ne pas participer à un film dont il dénonce la partialité, et contre lequel il lance une offensive médiatique.

#### Consécration cinématographique

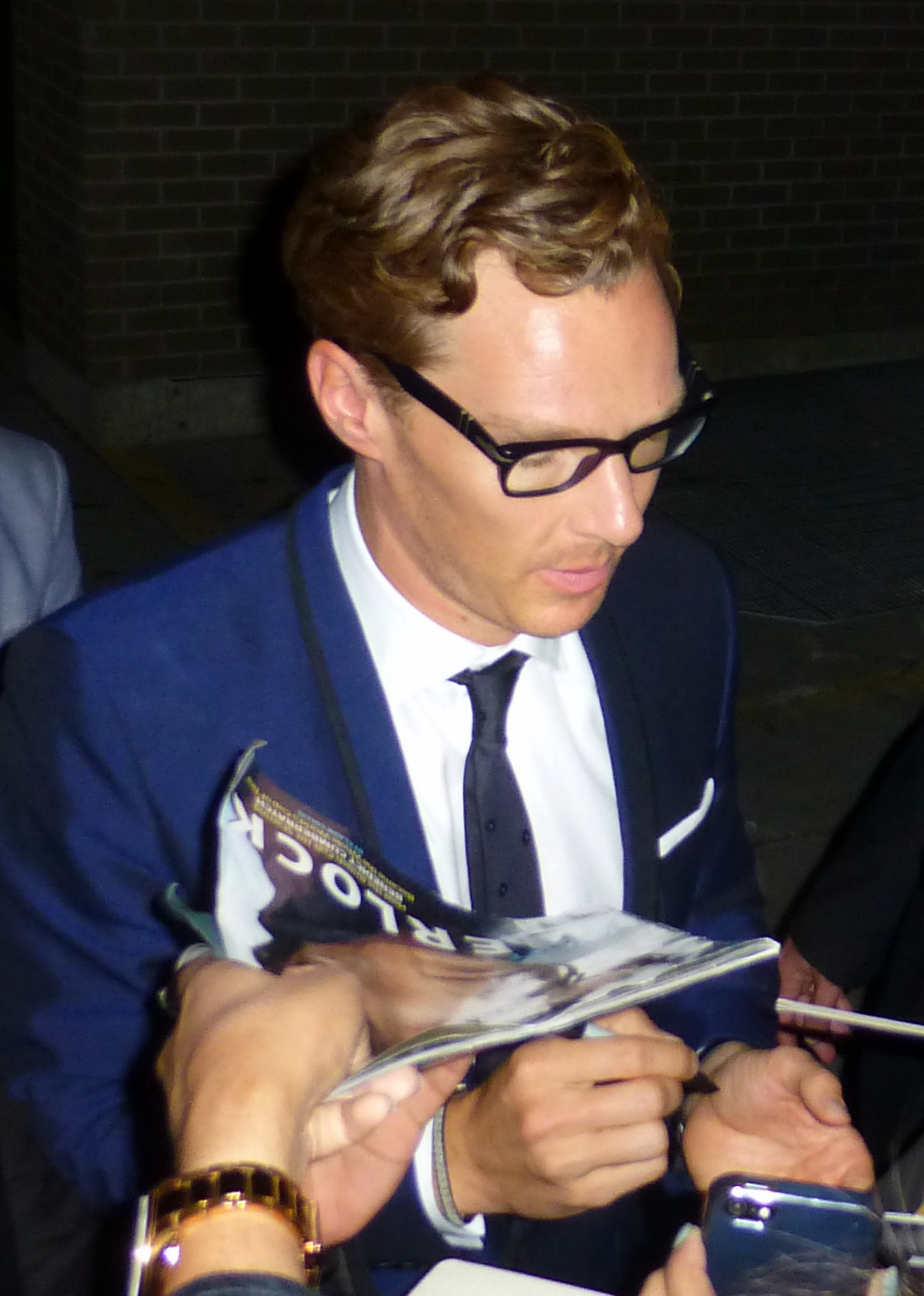
Benedict Cumberbatch au festival international du film de Toronto 2014, pour la présentation du film Imitation Game.

En 2014, outre le retour de Sherlock pour une troisième saison, Benedict Cumberbatch décroche un rôle principal dans un grand film à succès, celui du génie mathématicien cryptologue Alan Turing dans Imitation Game de Morten Tyldum. Son interprétation de ce personnage qui l'a bouleversé lui vaut une nomination à l'Oscar du meilleur acteur. Plébiscité par les médias, il est honoré de récompenses variées. Il est réélu « acteur de l'année » par le magazine GQ et apparaît en cinquième position dans la liste des « 100 faiseurs du XXIe siècle » du Sunday Times où il est décrit comme étant le futur Laurence Olivier. Il est nommé dans le Time 100, liste qui regroupe les personnalités les plus influentes du monde, où Colin Firth le décrit comme un acteur « doué de qualités censées être incompatibles : vulnérabilité, soupçon de danger, intelligence, honnêteté, courage et une énergie affolante. Il est urgent de l'arrêter. » Puis sa statue de cire fait son entrée au musée Madame Tussauds à Londres.
En 2015, il fait un retour remarqué sur scène dans le rôle-titre de Hamlet au théâtre du Barbican Centre, diffusé aussi au cinéma via le National Theatre Live. Les billets ont tous été vendus plus d'un an à l'avance, mais les critiques des médias britanniques sont mitigées, déplorant surtout la mise en scène de Lyndsey Turner. La pièce a néanmoins du succès auprès du public et Benedict Cumberbatch est récompensé d'une nomination à l'Olivier Award. La même année, la reine Élisabeth II le fait commandeur dans l'ordre de l'Empire britannique pour services rendus aux arts britanniques et pour ses activités caritatives.
En 2016, il revient à la télévision dans l'épisode spécial de Sherlock, L'Effroyable Mariée, sorti aussi dans quelques salles de cinéma à travers le monde où il rencontre bien plus de succès qu'attendu et remporte l'Emmy Award 2016 du meilleur téléfilm.
En octobre 2016, Benedict Cumberbatch fait son entrée dans l'univers cinématographique Marvel en endossant pour la première fois le rôle-titre du film Doctor Strange de Scott Derrickson. Le rôle a été refusé par Joaquin Phoenix. Pour interpréter ce super-héros, l'acteur a suivi un entraînement sportif quotidien pendant plusieurs mois afin de pouvoir effectuer lui-même ses cascades.
Comme beaucoup d'acteurs rejoignant l'univers cinématographique Marvel, il signe alors un contrat pour six films. Il lui reste donc cinq films à tourner pour le studio Disney.
Par ailleurs, il incarne aussi dans ce long-métrage le super-vilain Dormammu en capture de mouvement mais sans lui prêter sa voix.
L'ascension de Benedict Cumberbatch a été lente et progressive jusqu'au succès de Sherlock qui l'a starifié « du jour au lendemain », alors que le comédien avait déjà 35 ans et dix ans de carrière derrière lui. Depuis, il fait partie des acteurs incontournables. Comme à ses débuts, il continue d'alterner ses rôles à la télévision (The Child in Time, Patrick Melrose) et au cinéma (films Marvel, The Current War, etc.), sans oublier le théâtre qu'il ne veut pas abandonner, même si son emploi du temps ne lui permet plus d'apparaître aussi fréquemment sur les planches.
En 2017, Benedict Cumberbatch interprète de nouveau le personnage principal dans la série Sherlock pour la quatrième saison de la série.

#### Radio et autres médias
En Grande-Bretagne, Benedict Cumberbatch est aussi connu en tant qu'acteur de radio. Il participe depuis plus de dix ans à de nombreux programmes et adaptations d'œuvres pour BBC Radio, Ainsi, de 2008 à 2014, il est le capitaine Martin Crieff dans la sitcom Cabin Pressure (en) de John Finnemore (en). En 2013, il incarne l'ange Islington du roman Neverwhere de Neil Gaiman dans une adaptation qui a du succès et dont les performances d'acteurs sont saluées par l'auteur. Depuis 2009, il participe à l'adaptation de la série de romans policiers de John Mortimer en interprétant le héros Horace Rumpole. Outre le fait que la plupart des œuvres radiophoniques auxquelles il a contribué soit sortie en vente, il participe aussi souvent à des enregistrements de livres audio. En 2012, il fait partie des célébrités qui collaborent au projet Moby Dick: The Big Read de l'université de Plymouth, pour lequel il lit un des 135 chapitres du roman de Herman Melville. En 2014, il est le premier à adapter en audio The Spire de William Golding. En 2018, il enregistre pour Penguin Books l'ouvrage The Order of Time du physicien Carlo Rovelli.
L'acteur collabore aussi fréquemment à des documentaires. Pour BBC Radio, il narre en 2007 la série The Making of Music retraçant l'histoire de la musique en Europe ; et pour le 70e anniversaire du débarquement de Normandie, il lit les bulletins de radio originaux du Jour J. Il a prêté sa voix à Stephen Hawking plusieurs fois, comme en 2010 pour commenter la série documentaire Into the Universe with Stephen Hawking sur Discovery Channel. En 2013, il fait un reportage pour la BBC sur le dramaturge Terence Rattigan, The Rattigan Enigma, dans lequel il revient sur ses années au club de théâtre de Harrow School. En 2014, il relate le documentaire Cristiano Ronaldo: The World at His Feet pour Vimeo. En 2016, il commente le reportage Walk with Me sur Thich Nhat Hanh sorti au cinéma.
Il a également contribué à quelques jeux vidéo tels que The Nightjar, Sherlock: The Network, Lego: The Hobbit et Family Guy : À la recherche des trucs (Family Guy: The Quest for Stuff)[réf. nécessaire].

#### Société de production
En 2013, Benedict Cumberbatch fonde, en collaboration avec Adam Ackland, Ben Dillon et Adam Selves, sa société de production SunnyMarch, œuvrant notamment pour des programmes télévisés et documentaires. Leur premier projet est un thriller de 20 minutes, Little Favour, réalisé par Patrick Victor Monroe avec Benedict Cumberbatch dans le rôle principal.
En avril 2016, Studiocanal investit 20 % dans la branche TV de SunnyMarch. Les deux sociétés ont pour projets communs des créations de programmes de « haute qualité » comme le téléfilm The Child in Time ou la minisérie Patrick Melrose.
SunnyMarch se lance également dans la création de longs métrages et a pour projets de nombreux films à venir, tels que Rio actuellement en préproduction.

#### Autres activités
Benedict Cumberbatch est un dessinateur et peintre amateur depuis longtemps. Son professeur de théâtre de Harrow School a déclaré : « il a peint quelques magnifiques portraits. En fait, je pense que son côté artistique impressionnait encore plus certaines personnes que son jeu d'acteur. » Il réalise entre autres des autoportraits : cela l'aide à faire face à « l'absurdité de la célébrité » et aux critiques des médias en tentant de « normaliser les choses ». Il fait régulièrement don de certaines de ses œuvres à des ventes de charité pour des organisations telles que les fondations Thomas Coram Foundation for Children (en) et Willow Foundation (en).
En février 2016, il est nommé pour une durée de trois ans professeur invité au Lady Margaret Hall, un des collèges de l'université d'Oxford,.
En janvier 2018, il succède à Timothy West au poste de Président des syndics de la London Academy of Music and Dramatic Art,.
Il est maître de cérémonie des Laureus Wold Sports Awards en 2014 à Kuala Lumpur, en 2015 à Shanghai et en 2018 à Monaco.
Le lundi 28 février 2022, il inaugure son étoile sur le Walk of Fame à Hollywood.

## Vie privée

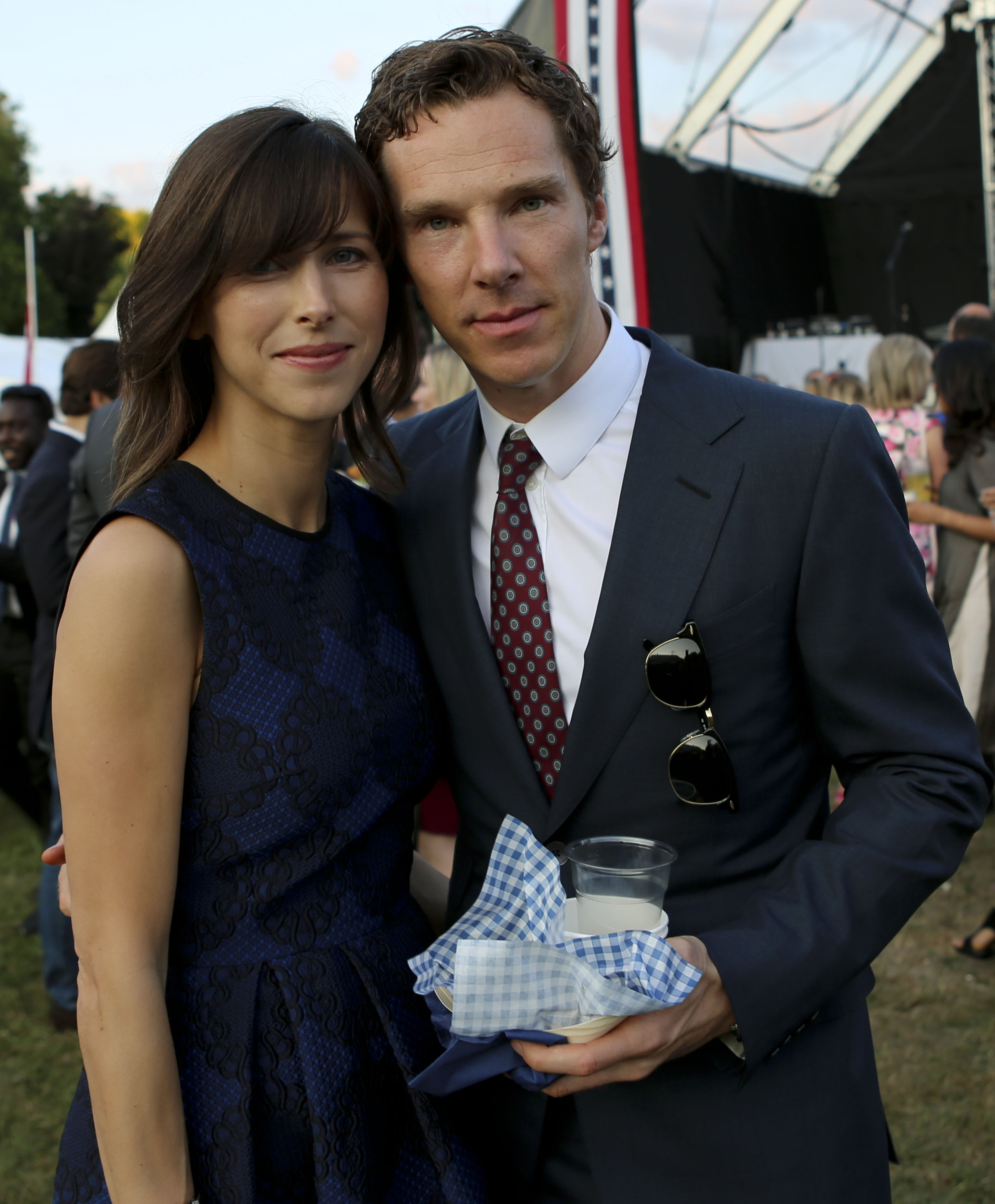
Benedict Cumberbatch en 2014, aux côtés de son épouse, Sophie Hunter.

Benedict Cumberbatch a reçu une éducation protestante et a été enfant de chœur. Toutefois, il n'a jamais adhéré à la religion. Il a déclaré : « Cela ne m'a jamais apporté les réponses que j'attendais. Je cherchais une foi qui soit moins soumise à un dogme et le bouddhisme est ce qui s'en rapproche le plus. »
À partir de 1999 et durant douze ans, il est en couple avec l'actrice et écrivain anglaise Olivia Poulet (en) rencontrée à l'université.
En février 2015, il se marie avec la metteuse en scène de théâtre d'avant-garde et opéra, mais aussi ancienne actrice Sophie Hunter, à qui il donne la réplique dans le film Burlesque Fairytales en 2009. En juin 2015, ils deviennent parents d'un premier fils appelé Christopher Carlton, ainsi prénommé en l'honneur du personnage que l'acteur a incarné dans Parade's End : « J'ai une énorme affection pour Christopher, plus que tout autre personnage que j'ai jamais joué. Je sympathise avec ses soins, le sens du devoir et de la vertu, son intelligence dans le visage de l'hypocrisie, la médiocrité égoïste, son appréciation de qualité et son amour pour son pays. Il pleure un mode de vie qui est érodé par l'argent, les intrigants et les politiciens. » En mars 2017, ils ont un deuxième fils, prénommé Hal Auden.
Benedict Cumberbatch est végétalien,,.
En décembre 2021, sa demi-sœur meurt d'un cancer.

## Engagement
Usant de son image, Benedict Cumberbatch s'implique dans plusieurs associations et campagnes politiques. Il s'oppose à la guerre d'Irak et à l'abrogation de l'Human Rights Act de 1998,. Il affiche son soutien au lanceur d'alerte Edward Snowden, accuse ouvertement le gouvernement britannique de violer les libertés civiles et participe aussi à la campagne Hacked Off en faveur d'une autorégulation et « la sauvegarde de la presse de toute ingérence politique tout en donnant également une protection vitale aux personnes vulnérables. »
S'affichant contre l'homophobie et toutes les formes de discrimination liée à l'orientation sexuelle, il s'implique dans la promotion du mariage homosexuel en Angleterre. À la suite de son rôle dans Imitation Game, il lance une campagne très suivie pour réclamer au gouvernement britannique la grâce des 49 000 hommes autrefois condamnés pour homosexualité, une demande entendue puisque la Grande-Bretagne adopte début 2017 la loi Alan Turing.
Il prend fréquemment position en faveur des migrants ,. Durant la crise migratoire en Europe, il s'investit avec l'ONG Save the Children via des appels aux dons sur scène après les représentations de Hamlet au Barbican, récoltant plus de 150 000 £ pour venir en aide aux réfugiés.
Il s'implique également avec la MND Association (en) qui lutte contre la sclérose latérale amyotrophique,,, et dans plusieurs associations de lutte contre le cancer,,. Militant pour l'égalité des chances et la réinsertion sociale des jeunes défavorisés et des sans-abris, il soutient des associations comme Odd Arts, The Prince's Trust, Anno's Africa et Dramatic Need (en) en faisant régulièrement campagne avec elles.
En 2013, il cofonde avec Canongate Books (en) l'association Letters Live qui promeut l'alphabétisation en organisant régulièrement des spectacles dans lesquels des personnalités connues lisent en public des lettres marquantes, écrites par des personnes célèbres ou non. L'intégralité des recettes de ces spectacles est reversée à diverses organisations qui luttent notamment contre l'illettrisme et aident les personnes en situations précaires à s'intégrer, progresser et s'épanouir grâce à l'écriture et la lecture.
En 2015, il est fait commandeur de l'ordre de l'Empire britannique (CBE) pour services rendus aux arts britanniques et ses actions caritatives. En octobre 2016, il est récompensé d'un prix humanitaire par la fondation nigériane GEANCO.
En 2018, lors d'une interview, il prend position en faveur de l'égalité salariale hommes-femmes en annonçant que désormais il ne participera plus, que ce soit en tant qu'acteur ou producteur, à des projets qui ne respecteront pas l'équité salariale,.
Le 10 octobre 2019 il profite d'un tournage à Londres pour un film pour se porter à la rencontre des activistes d’Extinction Rebellion au cours d'une manifestation se déroulant dans cette ville, afin de les informer de son soutien à leur action,.
Cependant, si Benedict Cumberbatch est salué pour ses talents d'acteur et ses actions caritatives,, il fait aussi régulièrement l'objet de nombreuses critiques en Grande-Bretagne, notamment à cause de ses diverses prises de position ou de la violence avec laquelle il dénonce parfois certaines situations. Certains politiciens ou éditorialistes, essentiellement des proches des idées du Parti conservateur, lui reprochent une vision « simpliste », « incomplète », « hypocrite » et « infantile » de questions politiques telles que l'accueil des réfugiés ou la lutte contre le terrorisme,.

## Théâtre
- 2001 : La Visite de la vieille dame[158] de Friedrich Dürrenmatt, mise en scène par Christopher White, Theatro Della Contraddizione, Milan : Anton Schill
- 2001 : Peines d'amour perdues[20] de William Shakespeare, mise en scène par Rachel Kavanaugh, Open Air Theatre : Ferdinand
- 2001 : Le Songe d'une nuit d'été[20] de Shakespeare, mise en scène par Alan Strachan, Open Air Theatre : Demetrius
- 2002 : Comme il vous plaira[20] de Shakespeare, mise en scène par Rachel Kavanaugh, Open Air Theatre : Orlando
- 2002 : Roméo et Juliette[20] de Shakespeare, mise en scène par Dominic Hill, Open Air Theatre : Benvolio
- 2002 : Ah Dieu ! Que la guerre est jolie[20] de Joan Littlewood, mise en scène par Ian Talbot, Open Air Theatre
- 2002 : Kvetch[19] de Steven Berkoff, mise en scène par Julio Maria Martino, Theatro della Contraddizione : George
- 2003 : La Dame de la mer[159] de Henrik Ibsen, mise en scène par Trevor Nunn, Almeida Theatre : Lyngstrand
- 2005 : Hedda Gabler[160] de Henrik Ibsen, mise en scène par Richard Eyre, Almeida Theatre : Tesman
- 2006 : Period of Adjustment (en)[161] de Tennessee Williams, mise en scène par Howard Davies, Almeida Theatre : George
- 2007 : Rhinoceros[22] d'Eugène Ionesco, mise en scène par Dominic Cooke, Royal Court Theatre : Bérenger
- 2007 : Monsieur Bonhomme et les Incendiaires[162] de Max Frisch, mise en scène par Ramin Gray, Royal Court Theatre : Eisenring
- 2008 : The City[163] de Martin Crimp, mise en scène par Katie Mitchell, Royal Court Theatre : Chris
- 2009 : The Turning Point[23] de et mise en scène par Michael Dobbs, Sky Arts : Guy Burgess
- 2010 : After the Dance (en)[164] de Terence Rattigan, mise en scène par Thea Sharrock, Royal National Theatre : David Scott-Fowler
- 2011 : Frankenstein[40] de Nick Dear, mise en scène par Danny Boyle, Royal National Theatre : Dr Frankenstein / la Créature
- 2015 : Hamlet[72] de Shakespeare, mise en scène par Lyndsey Turner, Barbican Centre : Hamlet

## Radio
- 2004 : Kepler[165] de John Banville : Johannes Kepler
- 2004 : The Odyssey[166] de Simon Armitage d'après l’Odyssée d'Homère : Télémaque
- 2004 : The Biggest Secret[167] : Capt. Rob Collins
- 2005 : Seven Women[168] d'après la The Legend of Leonora de J. M. Barrie : Tovey
- 2005 : The Cocktail Party de T. S. Eliot : Peter Quilpe
- 2006 : The Possessed[169] de Lou Stein, d'après Les Démons de Fiodor Dostoïevski : Nikolai Stavrogin
- 2007 : The Making of Music[94], série documentaire de James Naughtie : narrateur
- 2008-14 : Cabin Pressure (en)[87], sitcom de John Finnemore : le capitaine Martin Crieff
- 2008 : The Pillow Book[170] de Robert Forrest : Tadanobu
- 2008 : Last Days of Grace[171] de Nick Warburton : GF
- 2008 : At War with Wellington[172] : duc de Wellington
- 2008 : Chatterton: The Allington Solution[173] de Peter Ackroyd : Thomas Chatterton
- 2008 : Spellbound[174] d'après La Maison du docteur Edwardes d'Alfred Hitchcock : Dr Murchison
- 2008 : Doctor Who: Forty-Five[175] d'après la série homonyme : Howard Carter
- 2009 : Good Evening[176] de Roy Smiles : Dudley Moore
- 2009 : Rumpole and the Penge Bungalow Murders[177] de John Mortimer : Rumpole jeune
- 2010 : Rumpole and the Eternal Triangle[177] de John Mortimer : Rumpole jeune
- 2010 : Rumpole and the Family Pride[177] de John Mortimer : Rumpole jeune
- 2011 : Tom et Viv[178] d'après le film de Brian Gilbert : T. S. Eliot
- 2012 : Rumpole and the Expert Witness[177] de John Mortimer : Rumpole jeune
- 2012 : Rumpole and the Gentle Art of Blackmail[177] de John Mortimer : Rumpole jeune
- 2012 : Rumpole and the Explosive Evidence[177] de John Mortimer : Rumpole jeune
- 2012 : Rumpole and the Man of Godel[177] de John Mortimer : Rumpole jeune
- 2013 : Copenhagen[86] de Michael Frayn : Werner Heisenberg
- 2013 : Neverwhere[88] de Neil Gaiman : l'ange Islington
- 2014 : Lecture des bulletins originaux de radio du Jour J pour les 70 ans du débarquement de Normandie[95]
- 2014 : Rumpole and the Old Boy Net[177] de John Mortimer : Rumpole
- 2014 : Rumpole and the Sleeping Partners[177] de John Mortimer : Rumpole
- 2014 : Mansfield Park[179] de Jane Austen : Edmund Bertram
- 2015 : La Métamorphose[180] de Franz Kafka : lecture intégrale
- 2015 : Rumpole and the Portia of Our Chambers[90] de John Mortimer : Rumpole

## Filmographie

### Cinéma

#### Longs métrages
- 2003 : La Mort d'un roi (To Kill a King) de Mike Barker : un royaliste
- 2006 : Amazing Grace de Michael Apted : William Pitt le Jeune
- 2006 : Starter for 10 de Tom Vaughan : Patrick Watts
- 2007 : Reviens-moi (Atonement) de Joe Wright : Paul Marshall
- 2008 : Deux Sœurs pour un roi (The Other Boleyn Girl) de Justin Chadwick : William Carey
- 2009 : Création de Jon Amiel : Joseph Hooker
- 2009 : Burlesque Fairytales (en)[118] de Susan Luciani : Henry Clark
- 2010 : We Are Four Lions (Four Lions) de Chris Morris : Ed
- 2010 : Troisième étoile à droite (Third Star) de Hattie Dalton : James
- 2010 : Seule contre tous (The Whistleblower) de Larysa Kondracki : Nick Philips
- 2011 : Cheval de guerre (The War Horse) de Steven Spielberg : le major Stewart
- 2011 : La Taupe (Tinker Tailor Soldier Spy) de Tomas Alfredson : Peter Guillam
- 2011 : Wreckers de D. R. Hood : David
- 2012-2014 : Le Hobbit (série de films) de Peter Jackson : le nécromancien Sauron et Smaug (voix et capture de mouvement)
- 2013 : Twelve Years a Slave de Steve McQueen : William Ford
- 2013 : Un été à Osage County (August: Osage County) de John Wells : Little Charles Aiken
- 2013 : Star Trek Into Darkness de J. J. Abrams : Khan Noonien Singh
- 2013 : Le Cinquième Pouvoir (The Fifth Estate) de Bill Condon : Julian Assange
- 2014 : Imitation Game (The Imitation Game) de Morten Tyldum : Alan Turing
- 2015 : Strictly Criminal (Black Mass) de Scott Cooper : Billy Bulger
- 2016 : Zoolander 2 de Ben Stiller : Tous
- 2016 : Doctor Strange de Scott Derrickson : Stephen Strange / Dr Strange et Dormammu (capture de mouvement et traits du visage[181])
- 2017 : The Current War : Les Pionniers de l'électricité (The Current War) de Alfonso Gomez-Rejon : Thomas Edison
- 2017 : Thor : Ragnarok de Taika Waititi : Stephen Strange / Dr Strange
- 2018 : Avengers: Infinity War d'Anthony et Joe Russo : Stephen Strange / Dr Strange
- 2018 : Mowgli : La Légende de la jungle (Mowgli: Legend of the Jungle) d'Andy Serkis : Shere Khan (voix et capture de mouvement)
- 2019 : Avengers: Endgame d'Anthony et Joe Russo : Stephen Strange / Dr Strange
- 2019 : Entre deux fougères, le film (Between Two Ferns: The Movie) de Scott Aukerman : Benedict Cumberbatch[Note 1]
- 2019 : 1917 de Sam Mendes : le colonel MacKenzie
- 2020 : Un espion ordinaire (The Courier) de Dominic Cooke : Greville Wynne
- 2021 : Désigné coupable (The Mauritanian) de Kevin Macdonald : le lieutenant-colonel Stuart Couch
- 2021 : The Power of the Dog de Jane Campion : Phil Burbank
- 2021 : La Vie extraordinaire de Louis Wain (The Electrical Life of Louis Wain) de Will Sharpe : Louis Wain
- 2021 : Spider-Man: No Way Home de Jon Watts : Stephen Strange / Dr Strange
- 2022 : La Bulle (The Bubble) de Judd Apatow : lui-même
- 2022 : Doctor Strange in the Multiverse of Madness de Sam Raimi : Stephen Strange / Dr Strange
- 2023 : Le Livre de Clarence (The Book of Clarence) de Jeymes Samuel : Benjamin
- 2025 : The Things with Feathers de Dylan Southern : le père
- 2025 : The Phoenician Scheme de Wes Anderson : oncle Nubar
- 2025 : La Guerre des Rose (The Roses) de Jay Roach : Theo Rose
- 2026 : Wife & Dog de Guy Ritchie
- 2026 : Avengers: Doomsday d'Anthony et Joe Russo : Stephen Strange / Dr Strange

#### Courts métrages
- 2002 : Hills Like White Elephants de Paige Cameron : l'homme
- 2007 : Inseparable[182] de Nick White : Joe / Charlie
- 2012 : Electric Cinema: How to Behave[183] de Marcel Grant : Humphrey Bogart
- 2013 : Little Favour de Patrick Victor Monroe : Wallace
- 2023 : Venin (Poison) de Wes Anderson : Harry Pope
- 2023 : La Merveilleuse Histoire de Henry Sugar (The Wonderful Story of Henry Sugar) de Wes Anderson : Henry Sugar / Max Engelman

#### Films d'animation
- 2014 : Les Pingouins de Madagascar (Penguins of Madagascar) d'Eric Darnell et Simon J. Smith : agent Confidentiel (voix originale)
- 2018 : Le Grinch (The Grinch) de Yarrow Cheney et Scott Mosier : le Grinch (voix originale)

### Télévision

#### Téléfilms
- 2002 : Fields of Gold de Bill Anderson : Jeremy
- 2004 : Dunkirk (en) d'Alex Holmes : le lieutenant Jimmy Langley (téléfilm documentaire)
- 2004 : Hawking de Philip Martin : Stephen Hawking
- 2007 : Stuart : Une vie à l'envers (Stuart: A Life Backwards) de David Attwood : Alexander Masters
- 2009 : Small Island (en) de John Alexander : Bernard Bligh
- 2010 : Van Gogh: Painted with Words d'Andrew Hutton : Vincent van Gogh (téléfilm documentaire)
- 2017 : The Child in Time de Julian Farino : Stephen Lewis
- 2019 : Brexit: The Uncivil War de Toby Haynes (en) : Dominic Cummings
- 2019 : The Tiger Who Came to Tea de Robin Shaw : le père (crédité comme téléfilm d'animation, voix originale)
- 2023 : Mog's Christmas : Mr Thomas (crédité comme téléfilm d'animation, voix originale)

#### Séries télévisées
- 1998 / 2000 / 2004 : Heartbeat (en) de Keith Richardson (en) et Gerry Mill : invité, Charles et Toby Fisher (3 épisodes)
- 2002 : Tipping the Velvet de Geoffrey Sax : Freddy (mini-série, épisode 1)
- 2002 : Affaires non classées (Silent Witness) de Nigel McCrery (en) : Warren Reid (saison 6, épisodes 5 et 6)
- 2003 : Cambridge Spies de Tim Fywell : Edward Hand (mini-série, épisode 2)
- 2003 : MI-5 (Spooks) de David Wolstencroft (en) : Jim North (saison 2, épisode 1)
- 2003 : Fortysomething de Nic Phillips et Hugh Laurie : Rory Slippery (mini-série en 6 épisodes)
- 2005 : Nathan Barley (en) de Christopher Morris : Robin (mini-série, épisodes 3 et 4)
- 2005 : Broken News (en) de John Morton (en) : Will Parker (mini-série, épisodes 1, 4, 6)
- 2005 : To the Ends of the Earth (en) de David Attwood : Edmund Talbot (mini-série en 3 épisodes)
- 2008 : The Last Enemy de Iain B. MacDonald (en) : Stephen Ezard (mini-série en 5 épisodes)
- 2009 : Miss Marple : Luke Fitzwilliam (épisode Un meurtre est-il facile de Hettie MacDonald (en))
- 2010-2017[184] : Sherlock de Mark Gatiss et Steven Moffat : Sherlock Holmes (12 épisodes + 2 ép. spéciaux)
- 2012 : Parade's End de Susanna White et Tom Stoppard : Christopher Tietjens (mini-série en 5 épisodes)
- 2016 : The Hollow Crown : Richard III (saison 2 de Dominic Cooke, épisodes 2 et 3)
- 2018 : Patrick Melrose d'Edward Berger : Patrick Melrose (mini-série en 5 épisodes)
- 2019 : Good Omens : Satan (saison 1, épisode 6 - voix uniquement)
- 2024 : Eric (mini-série) : Vincent Anderson

#### Séries d'animation
- 2013 : Les Simpson (The Simpsons) : le premier ministre britannique / Severus Rogue (voix originale - épisode Les Aléas de l'amour de Michael Polcino et Mike B. Anderson)
- 2021 : Les Simpson (The Simpsons) : Quilloughby dans l'épisode Panique dans les rues de Springfield
- 2021 - 2023 : What If...? : Docteur Strange

#### Émissions
- 2010 : Have I Got News For You (en) : présentateur (saison 40, épisode 1)
- 2014 : The Colbert Report : Smaug (voix - épisode 1 443)
- 2014 : CNN Heroes (en)[185] : présentateur
- 2016 : Saturday Night Live (saison 42, épisode 5)
- 2016 : Jimmy Kimmel Live![186] : Docteur Strange

### Jeux vidéo
- 2011 : The Nightjar : le narrateur[100] (voix originale)
- 2014 : Sherlock: The Network : Sherlock Holmes[187],[101] (scènes cinématiques[188])
- 2014 : Lego Le Hobbit : Smaug et le nécromancien[102] (voix originale)
- 2015 : Family Guy : À la recherche des trucs (Family Guy: The Quest for Stuff) : Benedict Cumberbatch[Note 1] (voix originale)
- 2019 : Avengers: Damage Control : Dr Strange (voix originale)

### Voix off

#### Documentaires
- 2005 : The Man Who Predicted 9/11 de Steve Humphries
- 2009 : South Pacific[189] (6 épisodes)
- 2010 : Into the Universe with Stephen Hawking[96] (3 épisodes)
- 2011 : The Rattigan Enigma[97] de Sally Thompson : présentateur
- 2012 : Stephen Hawking's Grand Design[190] (3 épisodes)
- 2012 : Monologues d'ouverture et de clôture des Jeux olympiques d'été de 2012[191]
- 2012 : Girlfriend in a Coma d'Annalisa Piras : Dante Alighieri
- 2013 : Jerusalem[192] de Daniel Ferguson, National Geographic Channel
- 2014 : Cristiano Ronaldo: The World at his Feet[98] de Tara Pirnia
- 2014 : Walking with Dinosaurs[193] de Richard Dale, Barry Cook et Neil Nightingale
- 2014 : Supermarket Slave Trail[194] de Chris Kelly, The Guardian.com
- 2015 : Solar Superstorms[195] de Thomas Lucas
- 2016 : Walk with Me[99] de Max Pugh et Marc J. Francis
- 2016 : Naples '44 (en) de Francesco Patierno

### Producteur
- 2013 : Soirées Letters Live[148] (évènements)
- 2013 : Little Favour[196] (court métrage) (producteur délégué)
- 2016 : Walk with Me[99] (documentaire)
- 2017 : The Child in Time (téléfilm) (producteur délégué)
- 2018 : Patrick Melrose[197] (mini-série) (producteur délégué)
- 2018 : The Current War[198] (long métrage) (producteur délégué)
- 2021 : Désigné coupable (The Mauritanian) de Kevin Mcdonald

## Voix francophones
Pour les versions françaises, Jérémie Covillault est la voix la plus régulière de Benedict Cumberbatch depuis Le Hobbit en 2012. Il le double également dans les films Doctor Strange, Thor: Ragnarok, Avengers: Infinity War Avengers: Endgame et Spider-Man: No Way Home, notamment. D'autres comédiens l'ont aussi doublé, parmi lesquels Pierre Tissot, plusieurs fois (dont la mini-série Parade's End, les films Star Trek Into Darkness et Twelve Years a Slave), Gilles Morvan à trois reprises (dans les séries Sherlock et Patrick Melrose plus le film Entre deux fougères, le film), Fabien Jacquelin à deux reprises (dont Cheval de guerre), ainsi que Laurent Desponds dans La Taupe ainsi que Stéphane Roux dans Imitation Game et Eric.
Pour les versions québécoises, Tristan Harvey et Frédéric Paquet alternent régulièrement pour doubler l'acteur. Le premier le double plus particulièrement sur les films de science-fiction ou de super-héros comme Star Trek vers les ténèbres, Docteur Strange, Thor: Ragnarok ou Avengers : La Guerre de l'infini, tandis que le second le double davantage pour les films dramatiques et historiques comme Cheval de guerre, Esclave pendant douze ans ou Finies les parades.
- Versions françaises :
  - Jérémie Covillault : série de films Le Hobbit, Doctor Strange, Thor: Ragnarok, Avengers: Infinity War, etc.
  - Pierre Tissot : mini-série Parade's End, Star Trek Into Darkness, Twelve Years a Slave.
  - Gilles Morvan : série Sherlock (15 épisodes), mini-série Patrick Melrose, Entre deux fougères, le film.

- Versions québécoises :
  - Tristan Harvey : Star Trek vers les ténèbres, Docteur Strange, Thor: Ragnarok, Avengers : La Guerre de l'infini.